# Ken Carson
 (septembre 2022).
La mise en forme du texte ne suit pas les recommandations de Wikipédia : il faut le « wikifier ».
Les points d'amélioration suivants sont les cas les plus fréquents. Le détail des points à revoir est peut-être précisé sur la page de discussion.
- Les titres sont pré-formatés par le logiciel. Ils ne sont ni en capitales, ni en gras.
- Le texte ne doit pas être écrit en capitales (les noms de famille non plus), ni en gras, ni en italique, ni en « petit »…
- Le gras n'est utilisé que pour surligner le titre de l'article dans l'introduction, une seule fois.
- L'italique est rarement utilisé : mots en langue étrangère, titres d'œuvres, noms de bateaux, etc.
- Les citations ne sont pas en italique mais en corps de texte normal. Elles sont entourées par des guillemets français : « et ».
- Les listes à puces sont à éviter, des paragraphes rédigés étant largement préférés. Les tableaux sont à réserver à la présentation de données structurées (résultats, etc.).
- Les appels de note de bas de page (petits chiffres en exposant, introduits par l'outil «  Source ») sont à placer entre la fin de phrase et le point final[comme ça].
- Les liens internes (vers d'autres articles de Wikipédia) sont à choisir avec parcimonie. Créez des liens vers des articles approfondissant le sujet. Les termes génériques sans rapport avec le sujet sont à éviter, ainsi que les répétitions de liens vers un même terme.
- Les liens externes sont à placer uniquement dans une section « Liens externes », à la fin de l'article. Ces liens sont à choisir avec parcimonie suivant les règles définies. Si un lien sert de source à l'article, son insertion dans le texte est à faire par les notes de bas de page.
- La présentation des références doit suivre les conventions bibliographiques. Il est recommandé d'utiliser les modèles {{Ouvrage}}, {{Chapitre}}, {{Article}}, {{Lien web}} et/ou {{Bibliographie}}. Le mode d'édition visuel peut mettre en forme automatiquement les références.
- Insérer une infobox (cadre d'informations à droite) n'est pas obligatoire pour parachever la mise en page.

Pour une aide détaillée, merci de consulter Aide:Wikification.
Si vous pensez que ces points ont été résolus, vous pouvez retirer ce bandeau et améliorer la mise en forme d'un autre article.
Pour les articles homonymes, voir Carson.
Kenyatta Lee Frazier Jr.  (né le 11 avril 2000), connu professionnellement sous le nom de Ken Carson (parfois stylisé sous le nom de Ken Car$on), est un rappeur, auteur-compositeur et producteur de disques américain. Il est connu pour son album studio A Great Chaos qui a débuté au numéro 11 au numéro du Billboard 200.

## Carrière

### 2015-2019: Débuts
Frazier a initialement signé avec 808 Mafia en 2015 en tant que rappeur après avoir rencontré le producteur de disques TM88, et commencerait à publier de la musique sur SoundCloud dès 2017. Après avoir gagné en popularité dans la scène rap underground, il sera découvert par son compatriote rappeur d'Atlanta Playboi Carti et signera sur son label Opium en 2019,.

### 2020-2025:Boy Barbie,Teen X,X, A Great Chaos, More Chaos
Après avoir signé avec Opium en 2019, Frazier sortira deux EPs en 2020, Boy Barbie et Teen X.  Au début  de 2021, il sortira un EP de suite intitulé Teen X: Relapsed, avant de sortir son premier album studio Project X plus tard cette année-là,. Il a sorti son deuxième album studio X le 8 juillet 2022. Il a culminé au numéro 115 sur le Billboard 200. En février 2022, il est apparu en tant qu'invité sur le morceau Gëek High de l'album du rappeur américain Yeat, 2 Alivë. Il sortira ensuite le 13 octobre 2023 son troisième album studio intitulé A Great Chaos. L'album composé de 18 chansons comportera des collaborations intéressantes comme Lil Uzi Vert, ou encore Destroy Lonely. En 2025 , Après la tournée de A Great Chaos il sort l’album More Chaos le 18 Avril 2025 avec 17 sons l’aurent de la sortie et 3 sons 24 h après la sortie de l'album et 1 uniquement sur les plateformes de streaming un feat avec Playboi Carti et Destroy Lonely. 

## Style musical
La similitude de son style avec le style utilisé par son directeur de disques Playboi Carti sur Whole Lotta Red a été notée par Alphonse Pierre de Pitchfork.
Son style de musique est appelée de la Rage Music ou Opium Music en référence avec le label du même nom dans lequel il est signé.
Son style est comparable à des artistes tels que Destroy Lonely, Yeat, Playboi Carti, le groupe Homixide Gang , ou encore Lancey Foux.

## Discographie

### Albums studio
| Titre         | Détails de l'album | Positions maximales dans les classements musicaux |
| Titre         | Détails de l'album | US                                                |
| ------------- | --- | ------------------------------------------------- |
| Project X     | - Sortie : 23 juillet 2021 - Libellés : Opium - Formats : téléchargement numérique, diffusion en continu                    | —                                                 |
| X             | - Sortie : 8 juillet 2022 - Libellés : Interscope, Opium - Formats : Vinyl , téléchargement numérique, diffusion en continu | 115                                               |
| A Great Chaos | - Sortie: 13 Octobre 2023 - Libellés: Interscope, Opium - Format: Vinyl , téléchargement numérique, diffusion en continu    | 11                                                |

### Mixtapes
| Titre        | Détails de la mixtape                                                                                     |
| ------------ | --- |
| Lost Files 2 | - Sortie : 12 juillet 2021 - Label: Auto-publié - Format : téléchargement numérique, diffusion en continu |
| Lost Files 3 | - Sortie : 29 janvier 2022 - Label: Auto-publié - Format : téléchargement numérique, diffusion en continu |

### EPs
| Titre            | Détails de la mixtape                                                                                     |
| ---------------- | --- |
| Boy Barbie       | - Sortie : 12 mai 2020 - Label: Auto-publié - Format : téléchargement numérique, diffusion en continu     |
| Teen X           | - Sortie : 14 août 2022 - Label: Auto-publié - Format : téléchargement numérique, diffusion en continu    |
| Lost Files       | - Sortie : 20 janvier 2021 - Label: Auto-publié - Format : téléchargement numérique, diffusion en continu |
| Teen X: Relapsed | - Sortie : 31 janvier 2021 - Label: Auto-publié - Format : téléchargement numérique, diffusion en continu |